# Callum Hudson-Odoi
Callum James Hudson-Odoi (Londen, 7 november 2000) is een Engels voetballer van Ghanese afkomst die doorgaans als aanvaller speelt. Hij verruilde Chelsea in juli 2023 voor Nottingham Forest. Hudson-Odoi debuteerde in 2019 in het Engels voetbalelftal.

## Carrière

### Chelsea
Hudson-Odoi werd in 2007 opgenomen in de jeugdopleiding van Chelsea. Nadat hij vanaf augustus 2017 een aantal wedstrijden in Chelsea –21 speelde in het toernooi om de Football League Trophy, debuteerde hij op 28 januari 2018 in het eerste elftal. Dat won die dag met 3–0 van Newcastle United in de vierde ronde van de FA Cup. Hudson-Odoi viel in de 81e minuut in voor Pedro. Zijn debuut in de Premier League volgde drie dagen later. Toen viel hij in de 65e minuut in voor Davide Zappacosta tijdens een 0–3 nederlaag thuis tegen AFC Bournemouth. Hudson-Odoi behoorde vijf jaar tot de selectie van Chelsea, maar brak nooit door. 
Hij kwam in 2020/21 tot speeltijd in 23 competitierondes en in 2021/22 tot elf basisplaatsen. Dat waren zijn persoonlijke records. In alle andere seizoenen kwam hij minder in actie. Hij had zo wel een bescheiden bijdrage in het winnen van diverse grote prijzen. Zo won hij met Chelsea de Europa League in 2018/19 en de Champions League in 2020/21. Hij kwam in beide toernooien meermaals tot scoren. Chelsea verhuurde Hudson-Odoi gedurende seizoen 2022/3 aan Bayer Leverkusen, maar ook hier was hij een sporadische invaller.

### Nottingham Forest
Hudson-Odoi verliet Chelsea op 1 september 2023 definitief en tekende voor drie jaar bij Nottingham Forest, de nummer zestien van de Premier League in het voorgaande seizoen. In zijn eerste seizoen was hij goed voor acht goals in alle competities, een persoonlijk record. 

## Clubstatistieken
| Seizoen | Club               | Competitie     | Competitie | Competitie | Beker | Beker | Internationaal | Internationaal | Totaal | Totaal |
| Seizoen | Club               | Competitie     | Wed.       | Dlp.       | Wed.  | Dlp.  | Wed.           | Dlp.           | Wed.   | Dlp.   |
| ------- | ------------------ | -------------- | ---------- | ---------- | ----- | ----- | -------------- | -------------- | ------ | ------ |
| 2017/18 | Chelsea            | Premier League | 2          | 0          | 2     | 0     | –              | –              | 4      | 0      |
| 2018/19 | Chelsea            | Premier League | 10         | 0          | 4     | 1     | 9              | 4              | 23     | 5      |
| 2019/20 | Chelsea            | Premier League | 22         | 1          | 6     | 2     | 5              | 0              | 33     | 3      |
| 2020/21 | Chelsea            | Premier League | 23         | 2          | 7     | 1     | 7              | 2              | 37     | 5      |
| 2021/22 | Chelsea            | Premier League | 15         | 1          | 6     | 1     | 5              | 1              | 26     | 3      |
| 2022/23 | → Bayer Leverkusen | Bundesliga     | 14         | 0          | 0     | 0     | 7              | 1              | 21     | 1      |
| 2023/24 | Nottingham Forest  | Premier League | 29         | 8          | 5     | 0     | –              | –              | 34     | 8      |
| 2024/25 | Nottingham Forest  | Premier League | 17         | 2          | 1     | 0     | –              | –              | 18     | 2      |
| Totaal  | Totaal             | Totaal         | 132        | 14         | 31    | 5     | 33             | 8              | 196    | 27     |

## Interlandcarrière
Hudson-Odoi maakte deel uit van verschillende Engelse nationale jeugdselecties. Hij nam met Engeland –17 deel aan zowel het EK –17 als het WK –17 van 2017. Hij bracht zijn ploeg in de EK-finale met 0–1 voor tegen Spanje –17, maar de wedstrijd eindigde in 2–2. Daarna wonnen de Spanjaarden de beslissende strafschoppenreeks. Hudson-Odoi en zijn ploeggenoten namen vijf maanden later revanche op datzelfde Spanje –17 door dat in de WK-finale met 5–2 te verslaan. Hij verzorgde de assists voor zowel de 3–2 als de 5–2, allebei van Phil Foden.
Hudson-Odoi debuteerde op 22 maart 2019 in het Engels voetbalelftal. Hij viel die dag in de 70ste minuut in voor Raheem Sterling tijdens een met 5–0 gewonnen kwalificatiewedstrijd voor het EK 2020, thuis tegen Tsjechië.

## Erelijst
| Competitie            |         |         |         |         |
| Competitie            | Aantal  | Jaren   |         |         |
| Chelsea               | Chelsea | Chelsea | Chelsea | Chelsea |
| --------------------- | ------- | ------- | ------- | ------- |
| UEFA Champions League | 1x      | 2020/21 |         |         |
| UEFA Europa League    | 1x      | 2018/19 |         |         |
| UEFA Super Cup        | 1x      | 2021    |         |         |
| FIFA Club World Cup   | 1x      | 2021    |         |         |
| FA Cup                | 1x      | 2017/18 |         |         |
| Engeland –17          |         |         |         |         |
| FIFA WK onder 17      | 1x      | 2017    |         |         |

4 Morato ·
5 Murillo ·
6 Sangaré ·
7 Williams ·
8 Anderson ·
9 Awoniyi ·
10 Gibbs-White ·
11 Wood ·
12 Omobamidele ·
14 Hudson-Odoi ·
15 Toffolo ·
16 Domínguez ·
17 Moreira ·
18 Ward-Prowse ·
19 Moreno ·
21 Silva ·
21 Elanga ·
22 Yates  ·
24 Sosa ·
25 Dennis ·
26 Sels ·
28 Danilo ·
30 Boly ·
31 Milenković ·
32 O'Brien ·
33 Miguel ·
34 Aina ·
Coach: Nuno
· Assistent-coach: Reid